# Asiatischer Wildapfel
Der Asiatische Wildapfel (Malus sieversii) ist eine Laubbaum-Art aus der Gattung der Äpfel (Malus) in der Familie der Rosengewächse (Rosaceae).

## Beschreibung
Der Asiatische Wildapfel ist ein Baum, der eine Wuchshöhe von etwa 5 bis 30 Metern erreicht. Er wird mindestens 300 Jahre alt, vermutlich noch viel älter. Alte Exemplare erreichen einen Stammdurchmesser von einem Meter, im Extremfall zwei Meter. Im Habitus ist er dem Kulturapfel (Malus domestica) recht ähnlich. Seine Früchte sind die größten von allen wilden Apfelarten; sie werden bis zu 7 cm groß. Ihr Geschmack ist unterschiedlich und reicht von sauer bis süß. Die Früchte einiger Exemplare des Asiatischen Wildapfels aus dem Tianshan-Gebirge sind sehr wohlschmeckend und durchaus mit dem Kulturapfel vergleichbar.
Die Chromosomenzahl beträgt 2n = 34.

## Verbreitung
Die Heimat des Asiatischen Wildapfels liegt in Zentralasien; das Verbreitungsgebiet erstreckt sich vom südlichen Kasachstan über Kirgisistan und Tadschikistan bis ins chinesische Xinjiang.
An einigen Stellen des Tianshan-Gebirges ist der Asiatische Wildapfel bestandsbildend. So steht beispielsweise ein großer Apfelbaumwald im Dsungarischen Alatau, einem Bergzug des Tianshan-Gebirges. Er wächst auf einer Höhe zwischen 1500 und 2200 m.

## Gefährdung
Der Asiatische Wildapfel ist in der Roten Liste der IUCN eingetragen und zwar unter der Kategorie gefährdet, das heißt, es besteht hohes Risiko des Aussterbens in unmittelbarer Zukunft. Hauptursache ist die Zerstörung des Lebensraumes der Art. So sind beispielsweise große Apfelbaumwälder in der Nähe von Alma-Ata, der ehemaligen Hauptstadt der Kasachischen SSR, die 1945 noch bestanden, inzwischen bis auf kleine Reste abgeholzt worden. In den letzten 30 Jahren ist über 70 % seines Habitats zerstört worden.

## Systematik, Stammform des Kulturapfels
Bereits 1793 hatte Carl Sievers den Asiatischen Wildapfel auf einer Forschungsreise entdeckt und hiervon brieflich berichtet. Durch Sievers Tod kurz nach seiner Rückkehr war es jedoch nicht mehr zu einer wissenschaftlichen Veröffentlichung gekommen. Die Erstbeschreibung veröffentlichte 1833 der deutsche Naturforscher Carl Friedrich von Ledebour, der dem von ihm als Birne einordneten Baum, den er im Altaigebirge auffand, Sievers Namen gab: Pyrus sieversii. Der russische Genetiker Nikolai Iwanowitsch Wawilow vermutete 1930 als erster den Ursprung der kultivierten Äpfel in Zentralasien.
Lange Zeit nahm man an, dass der Kulturapfel (Malus domestica) als – möglicherweise zufällig entstandene – Hybride aus zwei oder mehreren natürlichen Arten der Gattung Malus entstanden sei. Jüngere DNA-Analysen von Barrie Juniper von der pflanzenwissenschaftlichen Abteilung an der Universität Oxford und anderen ergaben allerdings, dass diese Annahme wahrscheinlich unzutreffend ist. Grundlage von DNA-Analysen waren Blätterproben von Exemplaren des Asiatischen Wildapfels, die an den Nordhängen des Tianshan-Gebirges im Grenzgebiet zwischen Nordwestchina und Kasachstan gesammelt wurden.
Da die Proben mehrere Gensequenzen mit dem Kulturapfel (Malus domestica) gemeinsam hatten, geht man heute davon aus, dass der Kulturapfel direkt vom Asiatischen Wildapfel – ggf. mit Einkreuzung des Kaukasusapfels (Malus orientalis) abstammt.
Der Genetiker Barrie Juniper vertritt die These, dass die Braunbären des Tianshan-Gebirges in Jahrmillionen für die Selektion von besonders wohlschmeckenden Exemplaren von Malus sieversii gesorgt haben. Denn sie fressen vor allem von süßen Äpfeln. Wenn sie ihren Kot an zahlreichen Stellen absetzen, können die in ihm enthaltenen Samen dieser Apfelbäume keimen und werden so verbreitet.

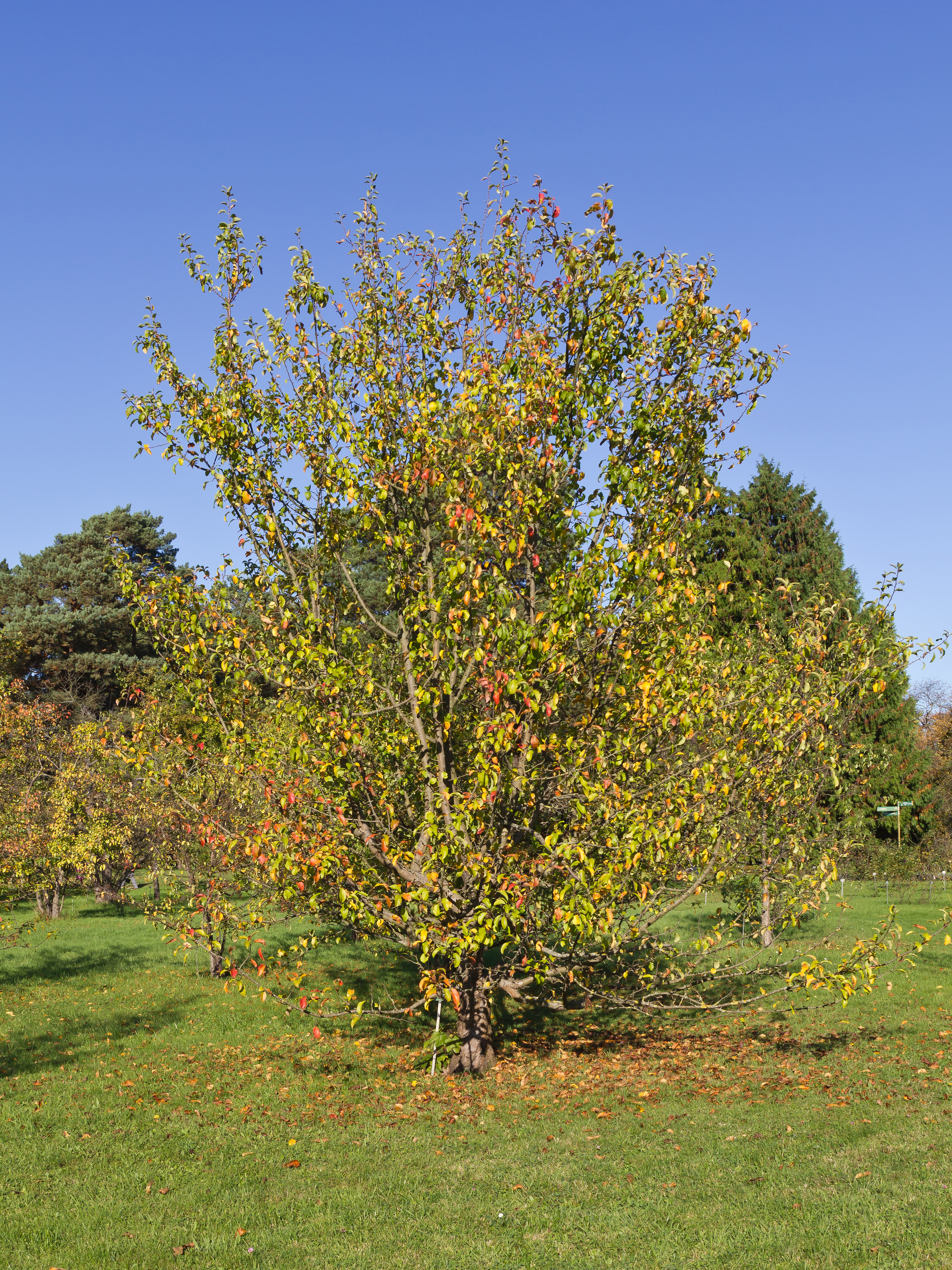
Asiatischer Wildapfel (Malus sieversii)

## Sonstiges
Die Art wird neuerdings, unter anderem am US-amerikanischen Agricultural Research Service, kultiviert; man hofft genetisches Material und wertvolle Erkenntnisse für die Sortenzucht des Kulturapfels zu gewinnen. Einige unter wissenschaftlicher Beobachtung kultivierte Exemplare zeigen überraschend hohe Krankheitsresistenz.
In Kasachstan heißt der Apfel alma; in der Region mit den möglicherweise ältesten Vorkommen der Art liegt auch die Stadt Alma-Ata, deren Name „Vater der Äpfel“ bedeutet.
Der kasachische Pomologe Aymak Djangaliev (* 1913; † 21. Juni 2009) hat sein ganzes Leben der Erforschung und dem Schutz dieser Spezies gewidmet; er studierte in Moskau und promovierte dort über ebendiese Art. Er konnte durch seine wissenschaftlichen und historischen Untersuchungen aufzeigen, dass der Ur-Apfel eine Genkombination besaß, die während der Domestikation und der Reise von Asien nach Europa verloren ging. Zudem beschäftigte Djangaliev sich ebenfalls mit den Möglichkeiten, die sich aus seiner Entdeckung ergeben.